# DisneyNow
DisneyNow é um aplicativo da TV Everywhere para o Disney Channel, Disney Junior e Disney XD. Foi lançado em 29 de setembro de 2017, substituindo os aplicativos individuais "Watch" que foram lançados originalmente para essas redes em 2012.

## História
A Disney lançou os serviços da TV Everywhere para Disney Channel, Disney Junior e Disney XD em junho de 2012 - os aplicativos "Watch" - como parte de novos acordos de transporte com a Comcast Xfinity que incluíam direitos digitais na programação dos canais a cabo da Disney via streaming autenticado.
Em fevereiro de 2017, durante as apresentações iniciais dos canais infantis, a Disney anunciou que os aplicativos individuais Watch Disney Channel, Watch Disney Junior e Watch Disney XD seriam substituídos por um novo serviço conhecido como DisneyNow. O novo serviço combina o conteúdo de todos os três serviços, juntamente com a Radio Disney, em uma biblioteca unificada. O novo aplicativo também inclui jogos baseados em programas dos três canais, um sistema de perfis e controles dos pais que podem bloquear o aplicativo apenas para o Disney Junior. Os novos aplicativos foram lançados no final de setembro de 2017 para Android, iOS, Apple TV e Roku. Versões web, Android TV e Amazon Fire TV estão previstas para lançamento em 2018.